# 5054 Keil
Az 5054 Keil (ideiglenes jelöléssel 1986 AO2) a Naprendszer kisbolygóövében található aszteroida. Edward L. G. Bowell fedezte fel 1986. január 12-én.